# Conjunto Califórnia (Belo Horizonte)
Conjunto Califórnia é um bairro da região administrativa do Noroeste, na cidade de Belo Horizonte, em Minas Gerais.
A área, bem como outras regiões do Noroeste belorizontino,  fazia parte da Fazenda Coqueiros, pertencente à Família Camargos - que batizou o bairro homônimo. O Conjunto Califórnia foi criado em 1979, na quina da BR-040 com o Anel Rodoviário. A maior parte das ruas da região foi batizada com o nome de instrumentos musicais - Avenida dos Clarins, Rua das Harpas - o que alguns atribuem a um dos primeiros moradores, Manoel Aramuni (que também inspirou uma rua com seu nome). Marcos locais incluem a  Escola Estadual Clóvis Salgado (originalmente fundada em  1955 no vizinho Bairro Alto dos Pinheiros, transferida durante a obra da BR e do Anel), e um jardim na Avenida dos Clarins que desde 1980 sedia uma feira livre às sextas-feiras.